# Klokvormige torenspits

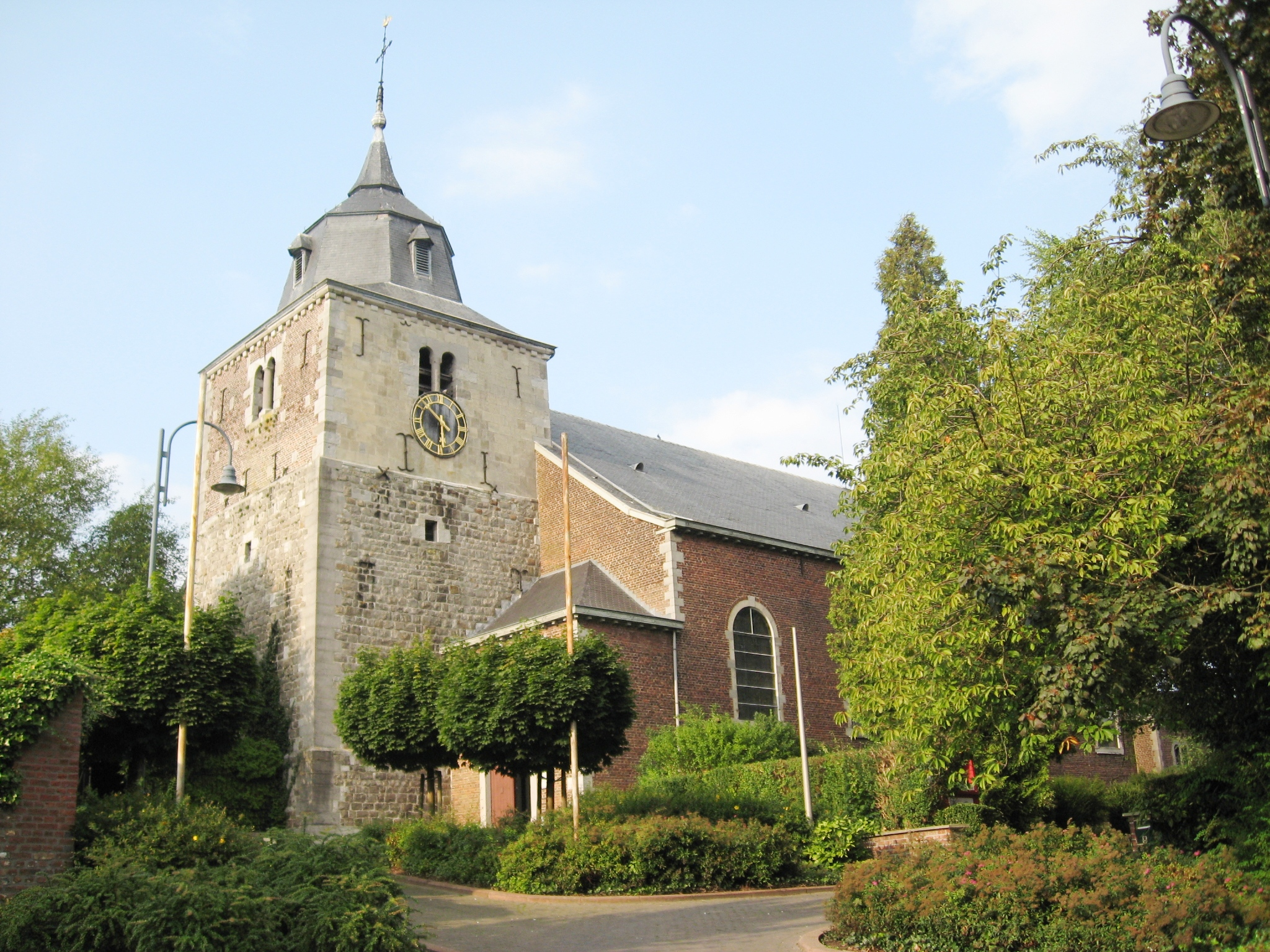
De klokvormige torenspits van de Sint-Martinuskerk in Montenaken

Een klokvormige spits is een dakconstructie van een torenspits waarbij de dakvlakken samen de vorm van een klok hebben. Dit type torenspits komt voor op torens van kerkgebouwen en kastelen.

## Verspreiding
In België is deze dakconstructie onder andere toegepast op de:
- Sint-Martinuskerk in Montenaken
- Sint-Pietersbandenkerk in Nederbrakel
- Sint-Pieterskerk in Ouren
- Toegangspoort en twee torens van kasteel van Acoz in Acoz.

In Nederland is deze dakconstructie onder andere toegepast op de:
- Sint-Hubertuskapel in Born
- Sint-Agathakerk in Eys
- Hervormde kerk (Terborg) in Terborg
- Terpkerk in Urmond

achtkantige tussen vier topgevels · afgeknot · erker/arkeltorentjes · flankerende torentjes · gedraaid · gemetseld · ingesnoerd · klokvormig · kruisdak · naald · parabool · rombisch/ruit · ui